# Liste der Naturdenkmale in Merenberg
Die Liste der Naturdenkmale in Merenberg nennt die im Gebiet der Gemeinde Merenberg im Landkreis Limburg-Weilburg in Hessen gelegenen Naturdenkmale.
| Bild | Bezeichnung     | Ortsteil, Lage                                        | Beschreibung | Art        | Nr.     |
| ---- | --------------- | ----------------------------------------------------- | --- | ---------- | ------- |
| BW   | Stieleiche      | Allendorf 50° 30′ 1,3″ N, 8° 12′ 28,2″ O              | sehr starker Einzelbaum zwischen der Straße nach Limburg und der Abfahrt nach Merenberg; in der Nähe des Wasserbehälters; von Hecken umgeben; zahlreiche Stammöffnungen und Höhlungen | Stieleiche | 3533032 |
| BW   | Drei Huteeichen | Merenberg, Zu den Eichen 50° 30′ 28,1″ N, 8° 12′ 6″ O | Östlich von Merenberg; 1 Baum (relativ schwach) im Waldverband;⊙ 1 Baum frei stehend auf einer Viehweide mit ausladender Krone; 1 Baum im Waldrandbereich (Zerfallphase).⊙ | Eiche      | 3533043 |
| BW   | Vöhler Weier    | Merenberg 50° 30′ 56,9″ N, 8° 10′ 20,2″ O             | 1,5 km nordwestlich des Ortes in der Feldflur; mit Flachwasser- und Verlandungszonen; Biotop mit Trittbrettfunktion; mitgeschützt ist ein Geländestreifen (im Süden von 5 m Breite, im Norden von 20 m Breite); angrenzend besteht ein Campingplatz (Badebetrieb und freilaufende Hunde sind anzunehmen) |            | 3533064 |

## Belege
1. ↑  
Liste der Naturdenkmale im Landkreis Limburg-Weilburg. (PDF; 33 kB) In: www.landkreis-limburg-weilburg.de. Landkreis Limburg-Weilburg, März 2018, abgerufen am 10. Juni 2022.
2. 1 2 3  
Naturdenkmale in Hessen. (pdf; 405 kB) Anlage zu Kleine Anfrage der Abg. Ursula Hammann (BÜNDNIS 90/DIE GRÜNEN) vom 15.04.2011 betreffend Biotopverbund Teil 2 und Antwort der Ministerin für Umwelt, Energie, Landwirtschaft und Verbraucherschutz. Hessischer Landtag, 22. Juni 2011, abgerufen am 4. Februar 2016.

- Karte mit allen Koordinaten:
- OSM |
- WikiMap